# Desmopuntius johorensis
Puntius johorensis (Duncker, 1904) è un pesce d'acqua dolce appartenente alla famiglia Cyprinidae.

## Distribuzione e habitat
Proviene dai torrenti delle foreste del sud-est asiatico (Malaysia e parte dell'Arcipelago malese), dove nuota nei pressi del substrato.

## Descrizione
Presenta un corpo allungato con una colorazione composta, come nelle altre specie del genere Desmopuntius, da striature. Negli esemplari giovanili queste ultime sono fino a 6. Alcune caratteristiche che lo distinguono dalle specie simili (come Striuntius lineatus) sono le labbra sottili e i barbigli sempre presenti.

La lunghezza massima registrata è di 12 cm.

## Biologia

### Alimentazione
È una specie onnivora che si nutre sia di piante che di piccoli invertebrati acquatici.

### Riproduzione
È oviparo; non ci sono cure verso le uova, deposte in acque poco profonde.